# جون تورتورو
جون تورتورو (بالإنجليزية: John Turturro)‏ ولد بتاريخ 28 فبراير 1957، هو ممثل و مؤلف وصانع أفلام من أصل إيطالي-أمريكي. عُرف بأدواره في الأفلام التالية: إفعل الصواب (1989)، معبر ميلر (1990)، بارتون فينك (1991)، كويز شو (1994)، ليباوسكي الكبير (1998)، يا أخي، أين أنت؟ (2000) وأيضا في الأفلام الثلاثة الأولى من سلسلة المتحولون (2007–2011). ظهر في أكثر من ستين فيلما وعمل بشكل متكرر مع الأخوان كوين وآدم ساندلر وسبايك لي.

## روابط خارجية
- جون تورتورو على موقع IMDb (الإنجليزية)
- جون تورتورو على موقع روتن توميتوز (الإنجليزية)
- جون تورتورو على موقع مونزينجر (الألمانية)
- جون تورتورو على موقع قاعدة بيانات الأفلام العربية
- جون تورتورو على موقع ألو سيني (الفرنسية)
- جون تورتورو على موقع ميوزك برينز (الإنجليزية)
- جون تورتورو على موقع تيرنر كلاسيك موفيز (الإنجليزية)
- جون تورتورو على موقع أول موفي (الإنجليزية)
- جون تورتورو على موقع قاعدة بيانات برودواي على الإنترنت (الإنجليزية)
- جون تورتورو على موقع قاعدة بيانات الأفلام السويدية (السويدية)